# Courtney Hodges
Pour les articles homonymes, voir Hodges.
Courtney Hicks Hodges (né le 5 janvier 1887, mort le 16 janvier 1966) était un général américain. Il commanda la première armée américaine au nord-ouest de l'Europe durant la Seconde Guerre mondiale.

## Biographie

### Début de carrière militaire
Le père de Hodges était l'éditeur d'un journal local à Perry en Géorgie. Le jeune Hodges fut inscrit à l'Académie militaire de West Point mais dut quitter l'établissement après une année (tout comme George S. Patton) à cause de résultats insuffisants. Ses professeurs le considéraient « médiocre » en mathématiques. En 1906, il entra dans l'armée et devint officier trois ans plus tard. Il effectua son service avec George Marshall aux Philippines et avec Patton au Mexique.

## Première Guerre mondiale
Il reçut la Distinguished Service Cross à la fin de la guerre pour avoir mené une attaque sur la Marne. Après le conflit, ses qualités n'étaient plus à prouver, si bien qu'il devint instructeur à West Point, qu'il avait pourtant quittée une dizaine d'années auparavant.
En 1938, il fut nommé commandant-assistant de l'Infantry School, et 1941 il devint commandant.

## Seconde Guerre mondiale
En mai 1941, il fut gradé au rang de major-général et se vit confier divers commandements, dont celui de chef de l'infanterie. Il reçut ensuite le commandement de troupes sur le front avec le 10e corps en 1942. En 1943, alors qu'il commandait le 10e corps et la 3e armée américaine, Hodges fut envoyé en Grande-Bretagne sous la direction du général Omar Bradley. Lors de l'opération Overlord, Hodges fut un subordonné direct de Bradley en tant que commandant-adjoint de la première armée et en août 1944, il succéda à Bradley à la tête de la première armée. Celui-ci fut transféré au commandement du 12e groupe d'armées.
Hodges mena ses troupes à travers l'Allemagne. Ses hommes participèrent à la bataille de la forêt de Hürtgen et eurent un rôle majeur lors de la bataille des Ardennes. La première armée fut la première unité à traverser le Rhin via le pont de Remagen lors de la bataille du même nom. Elle rejoint l'Armée rouge près de Torgau sur l'Elbe. Hodges fut nommé général le 15 avril 1945, devenant ainsi le premier militaire américain à atteindre ce grade après s'être initialement engagé comme simple soldat. 
En mai 1945 après la reddition allemande, Hodges et ses troupes commencèrent à préparer l'invasion du Japon, mais celle-ci fut abandonnée après les bombardements atomiques d'Hiroshima et Nagasaki.

### Après guerre
On plaça Hodges à la tête de la première armée à New York avant sa retraite en mars 1949. Il est mort à San Antonio en 1966. Son extrême modestie l'empêcha d'atteindre la même célébrité que ses contemporains mais son rôle dans le conflit reste important.